# Temporada 1986-87 de los Detroit Pistons
La temporada 1986-87 fue la trigésimo novena de los Pistons en la NBA, y la trigésima en su localización de Detroit, Míchigan. La temporada regular acabaron con 52 victorias y 30 derrotas, ocupando la tercera posición de la Conferencia Este, clasificándose para los playoffs, donde cayeron en las finales de conferencia ante los Boston Celtics.

## Elecciones en elDraft
| Ronda | Puesto | Jugador       | Posición  | Nacionalidad   | Universidad                  |
| ----- | ------ | ------------- | --------- | -------------- | ---------------------------- |
| 1     | 11     | John Salley   | Ala-Pívot | Estados Unidos | Georgia Tech                 |
| 2     | 27     | Dennis Rodman | Ala-Pívot | Estados Unidos | Southeastern Oklahoma State* |

## Temporada regular
| División Central    | División Central | División Central | División Central | División Central | División Central | División Central | División Central | División Central |
| Equipo              | G                | P                | %                | PD               | Casa             | Fuera            | Div              |                  |
| ------------------- | ---------------- | ---------------- | ---------------- | ---------------- | ---------------- | ---------------- | ---------------- | ---------------- |
| y-Atlanta Hawks     | 57               | 25               | .695             | –                | 35–6             | 22–19            | 17–13            |                  |
| x-Detroit Pistons   | 52               | 30               | .634             | 5                | 32–9             | 20–21            | 17–13            |                  |
| x-Milwaukee Bucks   | 50               | 32               | .610             | 7                | 32–9             | 18–23            | 17–13            |                  |
| x-Indiana Pacers    | 41               | 41               | .500             | 16               | 28–13            | 13–28            | 13–16            |                  |
| x-Chicago Bulls     | 40               | 42               | .488             | 17               | 29–12            | 11–30            | 17–12            |                  |
| Cleveland Cavaliers | 31               | 51               | .378             | 26               | 25–16            | 6–35             | 8–22             |                  |

## Playoffs

### Primera ronda
Detroit Pistons vs. Washington Bullets 
| Fecha       | Partido                                    | Ciudad   |
| ----------- | ------------------------------------------ | -------- |
| 24 de abril | Detroit Pistons 106, Washington Bullets 92 | Detroit  |
| 26 de abril | Detroit Pistons 128, Washington Bullets 85 | Detroit  |
| 29 de abril | Washington Bullets 96, Detroit Pistons 98  | Landover |
|             | Detroit Pistons gana las series 3-0        |          |

### Semifinales de Conferencia
Atlanta Hawks  vs. Detroit Pistons
| Fecha      | Partido                                | Ciudad  |
| ---------- | -------------------------------------- | ------- |
| 3 de mayo  | Atlanta Hawks 111, Detroit Pistons 112 | Atlanta |
| 5 de mayo  | Atlanta Hawks 115, Detroit Pistons 102 | Atlanta |
| 8 de mayo  | Detroit Pistons 108, Atlanta Hawks 99  | Detroit |
| 10 de mayo | Detroit Pistons 89, Atlanta Hawks 88   | Detroit |
| 13 de mayo | Atlanta Hawks 96, Detroit Pistons 104  | Atlanta |
|            | Detroit Pistons gana las series 4-1    |         |

### Finales de Conferencia
Boston Celtics  vs. Detroit Pistons
| Fecha      | Partido                                 | Ciudad  |
| ---------- | --------------------------------------- | ------- |
| 19 de mayo | Boston Celtics 104, Detroit Pistons 91  | Boston  |
| 21 de mayo | Boston Celtics 110, Detroit Pistons 101 | Boston  |
| 23 de mayo | Detroit Pistons 122, Boston Celtics 104 | Detroit |
| 24 de mayo | Detroit Pistons 145, Boston Celtics 119 | Detroit |
| 26 de mayo | Boston Celtics 108, Detroit Pistons 107 | Boston  |
| 28 de mayo | Detroit Pistons 113, Boston Celtics 105 | Detroit |
| 30 de mayo | Boston Celtics 117, Detroit Pistons 114 | Boston  |
|            | Boston Celtics gana las series 4-3      |         |

## Estadísticas
| Rk | Jugador        | Edad | P  | PT | MP   | TC  | TCI  | %TC   | T3  | T3I | %T3  | TL  | TLI | %TL  | RO  | RD  | RT   | AS   | RB  | TAP | BP  | FP  | PTS  |
| -- | -------------- | ---- | -- | -- | ---- | --- | ---- | ----- | --- | --- | ---- | --- | --- | ---- | --- | --- | ---- | ---- | --- | --- | --- | --- | ---- |
| 1  | Isiah Thomas   | 25   | 81 | 81 | 37.2 | 7.7 | 16.7 | .463  | 0.2 | 1.2 | .194 | 4.9 | 6.4 | .768 | 1.0 | 2.9 | 3.9  | 10.0 | 1.9 | 0.2 | 4.2 | 3.1 | 20.6 |
| 2  | Bill Laimbeer  | 29   | 82 | 82 | 34.8 | 6.2 | 12.3 | .501  | 0.1 | 0.3 | .286 | 3.0 | 3.3 | .894 | 3.0 | 8.7 | 11.6 | 1.8  | 0.9 | 0.8 | 1.5 | 3.5 | 15.4 |
| 3  | Adrian Dantley | 31   | 81 | 81 | 33.8 | 7.4 | 13.9 | .534  | 0.0 | 0.1 | .167 | 6.7 | 8.2 | .812 | 1.3 | 2.8 | 4.1  | 2.0  | 0.8 | 0.1 | 2.2 | 2.4 | 21.5 |
| 4  | Joe Dumars     | 23   | 79 | 75 | 30.9 | 4.7 | 9.5  | .493  | 0.1 | 0.3 | .409 | 2.3 | 3.1 | .748 | 0.6 | 1.5 | 2.1  | 4.5  | 1.1 | 0.1 | 2.2 | 2.5 | 11.8 |
| 5  | Vinnie Johnson | 30   | 78 | 8  | 27.8 | 6.8 | 14.8 | .462  | 0.1 | 0.2 | .286 | 2.0 | 2.6 | .786 | 1.6 | 1.7 | 3.3  | 3.8  | 1.2 | 0.2 | 1.7 | 2.0 | 15.7 |
| 6  | Sidney Green   | 26   | 80 | 69 | 22.4 | 3.2 | 6.8  | .472  | 0.0 | 0.0 | .000 | 1.5 | 2.2 | .672 | 2.5 | 5.7 | 8.2  | 0.8  | 0.5 | 0.6 | 1.6 | 2.5 | 7.9  |
| 7  | Rick Mahorn    | 28   | 63 | 6  | 20.3 | 2.3 | 5.1  | .447  | 0.0 | 0.0 |      | 1.5 | 1.9 | .821 | 1.5 | 4.5 | 6.0  | 0.6  | 0.5 | 0.8 | 1.2 | 3.5 | 6.1  |
| 8  | John Salley    | 22   | 82 | 2  | 17.8 | 2.0 | 3.5  | .562  | 0.0 | 0.0 | .000 | 1.3 | 2.1 | .614 | 1.3 | 2.3 | 3.6  | 0.7  | 0.5 | 1.5 | 0.9 | 3.1 | 5.3  |
| 9  | Dennis Rodman  | 25   | 77 | 1  | 15.0 | 2.8 | 5.1  | .545  | 0.0 | 0.0 | .000 | 1.0 | 1.6 | .587 | 2.1 | 2.2 | 4.3  | 0.7  | 0.5 | 0.6 | 1.2 | 2.2 | 6.5  |
| 10 | Kurt Nimphius  | 28   | 28 | 5  | 9.9  | 1.3 | 2.8  | .462  | 0.0 | 0.0 | .000 | 0.9 | 1.1 | .750 | 0.8 | 1.1 | 1.9  | 0.3  | 0.1 | 0.5 | 0.6 | 1.4 | 3.4  |
| 11 | Tony Campbell  | 24   | 40 | 0  | 8.3  | 1.4 | 3.6  | .393  | 0.0 | 0.1 | .000 | 0.6 | 1.0 | .615 | 0.5 | 0.9 | 1.5  | 0.5  | 0.3 | 0.0 | 0.9 | 1.0 | 3.5  |
| 12 | Chuck Nevitt   | 27   | 41 | 0  | 6.5  | 0.8 | 1.5  | .492  | 0.0 | 0.0 |      | 0.3 | 0.6 | .583 | 0.9 | 1.1 | 2.0  | 0.1  | 0.2 | 0.7 | 0.5 | 1.8 | 1.9  |
| 13 | Jeff Taylor    | 27   | 12 | 0  | 3.7  | 0.5 | 0.8  | .600  | 0.0 | 0.0 |      | 0.8 | 0.8 | .900 | 0.1 | 0.3 | 0.3  | 0.3  | 0.2 | 0.1 | 0.7 | 0.3 | 1.8  |
| 14 | Cozell McQueen | 25   | 3  | 0  | 2.3  | 1.0 | 1.0  | 1.000 | 0.0 | 0.0 |      | 0.0 | 0.0 |      | 1.0 | 1.7 | 2.7  | 0.0  | 0.0 | 0.3 | 0.0 | 0.3 | 2.0  |
| 15 | John Schweitz  | 26   | 3  | 0  | 2.3  | 0.0 | 0.3  | .000  | 0.0 | 0.0 |      | 0.0 | 0.0 |      | 0.0 | 0.3 | 0.3  | 0.0  | 0.0 | 0.0 | 0.7 | 0.7 | 0.0  |

## Galardones y récords
| Jugador       | Galardón                          |
| Isiah Thomas  | Mejor quinteto de la NBA All-Star |
| Bill Laimbeer | All-Star                          |